# André Casanova
André Casanova   (14è districte de París, 12 d'octubre de 1919 - Louveciennes, 7 de març de 2009) va ser un compositor francès. Va ser un dels primers deixebles de René Leibowitz, professor i compositor que va mantenir una estricta adhesió a les teories musicals dodecafòniques d'Arnold Schönberg. Posteriorment, Casanova els va abandonar a favor d'un estil de composició més clàssic. Les seves obres publicades, compostes entre el 1944 i el 1993, inclouen música orquestral, de cambra i coral, òperes i cançons.

## Biografia
Casanova va néixer a París i hi va estudiar dret, mentre estudiava música amb Georges Dandelot a "l'École Normale de Musique de Paris". El 1944 es va convertir en el primer alumne francès de René Leibowitz, amb qui va estudiar teoria i composició. Leibowitz el va introduir en la composició dodecafònica i en sèrie. Juntament amb altres alumnes de Leibowitz, Serge Nigg, Antoine Duhamel i Jean Prodromidès, va fer la primera representació de Les explicacions de les metàfores de Leibowitz, op. 15, a París el 1948.
Després, segons el Diccionari de música i músics del Grove, la preocupació de Casanova era "aliar un esperit romàntic amb la modernitat de l'estil". a mitjans dels anys cinquanta va abandonar la dodecafonía, tot i que va conservar alguns dels seus elements cromàtics amb finalitats harmòniques. Després del seu període avantguardista, Casanova va tornar al que Grove anomena "una concepció més clàssica tant de l'estil com de la forma". El 1959, el seu Concertino, per a piano i orquestra de cambra, es va representar com a contribució francesa al 33è festival de música anual de la "International Society for Contemporary Music". El 1960 va rebre un premi de la "Queen Marie José Music Foundation" pel seu Cavalier seul, una cantata de cambra per a baríton i quartet de corda (posteriorment revisada per a veu i orquestra de corda), dedicada a Hans Werner Henze.
A finals dels anys quaranta hi havia hagut certa hostilitat entre els seguidors de Leibowitz i els del professor i compositor Olivier Messiaen, però pel que fa a Casanova, qualsevol bretxa s'havia curat suficientment durant la dècada de 1950 perquè la parella de Messiaen, Yvonne Loriod, pogués tocar el solo part a l'estrena del concert Concertino de piano de Casanova el 1959. Va desenvolupar un interès per la literatura romàntica alemanya i per la filosofia de Nietzsche, que es reflecteix en la seva obra. La seva tercera simfonia (Dithyrambes, 1964) té una part vocal, amb paraules de Nietzsche, extretes de Dionysos-Dithyramben ambientades en l'alemany original.
En els seus darrers anys, Casanova va viure a Louveciennes a la franja de París, on va morir el 7 de març de 2009, als 89 anys.